# Malkapur
Malkapur é uma cidade no distrito de Buldana, no estado indiano de Maharashtra.

## Geografia
Malkapur está localizada a 16° 56′ N, 73° 55′ L. Tem uma altitude média de 586 metros (1922 pés).

## Demografia
Segundo o censo de 2001, Malkapur tinha uma população de 61,015 habitantes. Os indivíduos do sexo masculino constituem 51% da população e os do sexo feminino 49%. Malkapur tem uma taxa de literacia de 69%, superior à média nacional de 59.5%: a literacia no sexo masculino é de 75% e no sexo feminino é de 63%. Em Malkapur, 15% da população está abaixo dos 6 anos de idade.